# 色调 (美术学)
色调不是指颜色的性质，是对一幅绘画作品的整体评价。一幅绘画作品虽然可能用了多种颜色，但总体有一种色调，是偏藍或偏红，是偏暖或偏冷等等。如果作品没有一个统一的色调，就会显得杂乱无章。但如果都是不一致的小色块，总的效果也给人一种统一的色調。
在色彩理論中，明色調也有人稱為含白度，是一種與白色顏色的混合，這減少了暗度。而暗色調也有人稱為含黑度，是與黑色的混合，這增加了暗度。色調(Tone)則透過和灰色的混合，或是和明色調和暗色調兩者著色的混合。將顏色和任何的中性色混合（包括黑，灰和白色）可降低彩度或視彩度，同時色相保持不變。